# Sequestro Panattoni
Il sequestro Panattoni è un caso di rapimento avvenuto in Lombardia nel 1973. Il caso fece scalpore perché, per la seconda volta in Italia, dopo il caso Lavorini del 1969, vittima del rapimento fu un bambino, Mirko Panattoni, nato a Bergamo nel 1965 in una famiglia di ristoratori.

## Storia
Mirko fu rapito la mattina del 21 maggio 1973, davanti alla sua scuola di Bergamo.
Il sequestro durò poco più di due settimane: il bambino fu liberato, infatti, il 7 giugno successivo, a Pontida, in cambio di un riscatto di 300 milioni di lire versato dal padre. La madre, parlando alla televisione con Mirko in braccio, dichiarò di sentirsi "la mamma più felice del mondo".
Il deposito di un'ingente somma di denaro presso una banca fece sospettare agli inquirenti che potesse trattarsi dei soldi del riscatto, ma si scoprì che si trattava di denaro collegato a una bancarotta fraudolenta. Le indagini furono svolte da Domenico Migliorini, che sarebbe poi stato questore di Roma durante il sequestro di Aldo Moro.
I sequestratori non furono mai presi.
Dopo la liberazione Mirko fu ricevuto da papa Paolo VI.
Oggi Mirko Panattoni vive a Bergamo, dove svolge la stessa professione dei genitori, gestendo un prestigioso ristorante.